# Discografia di Nas
Questa pagina contiene la discografia del rapper statunitense Nas.

## Album

### Album in studio
| Anno | Titolo                                                                                      | Posizione più alta | Posizione più alta | Posizione più alta | Posizione più alta | Certificazioni                              | Vendite                                       |
| Anno | Titolo                                                                                      | US                 | US R&B             | CAN                | UK                 | Certificazioni                              | Vendite                                       |
| ---- | ------------------------------------------------------------------------------------------- | ------------------ | ------------------ | ------------------ | ------------------ | ------------------------------------------- | --------------------------------------------- |
| 1994 | Illmatic - Data di pubblicazione: 19 aprile 1994 - Etichetta: Columbia                      | 12                 | 2                  | 52                 | 57                 | - RIAA: 2x Platino - BPI: Oro - MC: Oro     | - US: 2.000.000                               |
| 1996 | It Was Written - Data di pubblicazione: 2 luglio 1996 - Etichetta: Columbia                 | 1                  | 1                  | 8                  | 38                 | - RIAA: 4x Platino - BPI: Oro - MC: Platino | - US: 3.000.000                               |
| 1999 | I Am... - Data di pubblicazione: 6 aprile 1999 - Etichetta: Columbia                        | 1                  | 1                  | 2                  | 31                 | - RIAA: 2x Platino - BPI: Oro - MC: Platino | - US: 2.178.000                               |
| 1999 | Nastradamus - Data di pubblicazione: 23 novembre 1999 - Etichetta: Ill Will, Columbia       | 7                  | 2                  | 27                 | 90                 | - RIAA: Platino - MC: Oro                   | - US: 1.262.000                               |
| 2001 | Stillmatic - Data di pubblicazione: 18 dicembre 2001 - Etichetta: Ill Will, Columbia        | 5                  | 1                  | –                  | 92                 | - RIAA: Platino - MC: Oro                   | - US: 2.179.000                               |
| 2002 | God's Son - Data di pubblicazione: 13 dicembre 2002 - Etichetta: Ill Will, Columbia         | 12                 | 1                  | –                  | 57                 | - RIAA: Platino - BPI: Oro - MC: Oro        | - US: 1.362.000                               |
| 2004 | Street's Disciple - Data di pubblicazione: 30 novembre 2004 - Etichetta: Ill Will, Columbia | 5                  | 2                  | –                  | 45                 | - RIAA: Platino - MC: Oro                   | - US: 1.303.000 (724.000 secondo altre fonti) |
| 2006 | Hip Hop Is Dead - Data di pubblicazione: 19 dicembre 2006 - Etichetta: Def Jam              | 1                  | 1                  | –                  | 68                 | - RIAA: Oro - BPI: Argento                  | - US: 785.000                                 |
| 2008 | Untitled - Data di pubblicazione: 15 luglio 2008 - Etichetta: Def Jam                       | 1                  | 1                  | 5                  | 23                 | - RIAA: Oro                                 | - US: 480.000                                 |
| 2012 | Life Is Good - Data di pubblicazione: 13 luglio 2012 - Etichetta: Def Jam                   | 1                  | 1                  | 2                  | 8                  |                                             | - US: 380.000                                 |
| 2018 | Nasir - Data di pubblicazione: 15 giugno 2018 - Etichetta: Def Jam, Mass Appeal             | 5                  | 4                  | 8                  | 16                 |                                             | - US: 49.000                                  |
| 2020 | King's Disease - Data di pubblicazione: 21 agosto 2020 - Etichetta: Mass Appeal             | 5                  | 3                  | 12                 | 24                 |                                             | - US: 18.000                                  |
| 2021 | King's Disease II - Data di pubblicazione: 5 agosto 2021 - Etichetta: Mass Appeal           | 3                  | 1                  | 9                  | 20                 |                                             | - US: 19.000                                  |
| 2021 | Magic - Data di pubblicazione: 24 dicembre 2021 - Etichetta: Mass Appeal                    | 27                 | 11                 | 58                 | –                  |                                             |                                               |
| 2022 | King's Disease III - Data di pubblicazione: 11 novembre 2022 - Etichetta: Mass Appeal       | 10                 | 4                  | 29                 | 48                 |                                             |                                               |
| 2023 | Magic 2 - Data di pubblicazione: 21 luglio 2023 - Etichetta: Mass Appeal                    | 52                 | 18                 | –                  | –                  |                                             |                                               |
| 2023 | Magic 3 - Data di pubblicazione: 14 settembre 2023 - Etichetta: Mass Appeal                 | 65                 | 26                 | –                  | –                  |                                             |                                               |

### Raccolte
| Anno | Titolo | Posizione più alta | Posizione più alta | Posizione più alta | Posizione più alta | Certificazioni | Vendite       |
| Anno | Titolo | US                 | US R&B             | CAN                | UK                 | Certificazioni | Vendite       |
| ---- | --- | ------------------ | ------------------ | ------------------ | ------------------ | -------------- | ------------- |
| 2000 | Nas & Ill Will Records Presents QB's Finest - Data di pubblicazione: 21 novembre 2000 - Etichetta: Ill Will, Columbia | 53                 | 10                 | –                  | –                  |                | –             |
| 2002 | The Best of Nas - Data di pubblicazione: 22 gennaio 2002 - Etichetta: Sony Music                                      | –                  | –                  | –                  | –                  |                |               |
| 2002 | The Lost Tapes - Data di pubblicazione: 24 settembre 2002 - Etichetta: Ill Will, Columbia                             | 10                 | 3                  | –                  | 124                |                | - US: 361.000 |
| 2007 | Greatest Hits - Data di pubblicazione: 6 novembre 2007 - Etichetta: Columbia                                          | 124                | 20                 | –                  | 150                |                |               |

### Album in collaborazione
| Anno | Titolo | Posizione più alta | Posizione più alta | Posizione più alta | Posizione più alta | Certificazioni | Vendite   |
| Anno | Titolo | US                 | US R&B             | CAN                | UK                 | Certificazioni | Vendite   |
| ---- | --- | ------------------ | ------------------ | ------------------ | ------------------ | -------------- | --------- |
| 1997 | The Album (con AZ, Foxy Brown e Nature come "The Firm") - Data di pubblicazione: 21 ottobre 1997 - Etichetta: Aftermath, Interscope | 1                  | 1                  | 8                  | 82                 | - MC: Oro      | - 925.000 |
| 2010 | Distant Relatives (con Damian Marley) - Data di pubblicazione: 18 marzo 2010 - Etichetta: Universal Republic, Def Jam               | 5                  | 1                  | 9                  | 30                 | - BPI: Argento | - 134.000 |

### Mixtape
- 1991 - Nasty Nas
- 2004 - The Prophecy, Vol 1
- 2006 - The Prophecy, Vol 2: The Beginning of the N
- 2008 - The Nigger Tape

## EP
| 2002 | From Illmatic to Stillmatic: The Remixes - Data di pubblicazione: 2 luglio 2002 - Etichetta: Ill Will, Columbia | 123 | 32 |

## Album video
- 2002 - Stillmatic DVD
- 2003 - Made You Look: God's Son Live
- 2004 - Video Anthology Vol. 1

## Singoli
- Halftime (1992)
- It Ain't Hard to Tell (1994)
- The World Is Yours (1994)
- Life's a Bitch (1994)
- One Love (1995)
- If I Ruled the World (Imagine That) (feat. Lauryn Hill) (1996)
- Street Dreams (1996)
- Nas Is Like" (1999)
- Hate Me Now (feat. Puff Daddy) (1999)
- Nastradamus (1999)
- You Owe Me (feat. Ginuwine) (2000)
- Rule (feat. Amerie) (2001)
- Got Ur Self A... (2001)
- One Mic (2002)
- Made You Look (2002)
- I Can (2003)
- Get Down (2003)
- Thief's Theme (2004)
- Bridging the Gap (feat. Olu Dara) (2004)
- Just a Moment (feat. Quan) (2005)
- Hip Hop Is Dead (feat. will.i.am) (2006)
- Can't Forget About You (feat. Chrisette Michele) (2007)
- Hero (feat. Keri Hilson) (2008)